# Astrocaneum
Genre
Astrocaneum est un genre d'ophiures (échinodermes) de la famille des Gorgonocephalidae.

## Caractéristiques
Ces ophiures gogonocéphales se distinguent par la présence d'une plaque madréporique à chaque interradius, 8 ou 9 divisions des bras dont chaque segment est distinctement annelé d'un bourrelet tuberculé portant de petits crochets articulés coniques (au-delà de la 7e division, ces bandes sont doubles, avec des crochets plus prononcés), quelques bandes similaires sur les côtes radiales du disque central. 

## Liste des espèces
Selon World Register of Marine Species (18 janvier 2016) :
- Astrocaneum herrerai (A.H. Clark, 1919) -- Caraïbes
- Astrocaneum spinosum (Lyman, 1875) -- Pacifique centre-est du Golfe de Californie à Panama